# جائزة ألمانيا الكبرى 2009
جائزة ألمانيا الكبرى 2009 (بالإنجليزية: 2009 German Grand Prix)‏ هو سباق فورمولا 1 أقيم بتاريخ 12 يوليو 2009 في حلبة نوربورغرينغ، ألمانيا. كان التاسع من أصل 17 في بطولة العالم لسباقات الفورمولا واحد موسم 2009. حلّ الأسترالي مارك ويبر أولا بينما جاء الألماني سباستيان فيتل في المركز الثاني وحصل على المركز الثالث البرازيلي فيليبي ماسا.